# Communauté de communes du Romorantinais et du Monestois
Die Communauté de communes du Romorantinais et du Monestois ist ein französischer Gemeindeverband mit der Rechtsform einer Communauté de communes im Département Loir-et-Cher in der Region Centre-Val de Loire. Sie wurde am 29. Dezember 2008 gegründet und umfasst 16 Gemeinden (Stand: 1. Januar 2019). Der Verwaltungssitz befindet sich in der Gemeinde Romorantin-Lanthenay.

## Historische Entwicklung
Mit Wirkung zum 1. Januar 2019 trat die Gemeinde Courmemin aus der Communauté de communes du Grand Chambord aus und schloss sich diesem Verband an.

## Mitgliedsgemeinden
| Gemeinde                                                | Einwohner 1. Januar 2022 | Fläche km² | Dichte Einw./km² | Code INSEE | Postleitzahl |
| ------------------------------------------------------- | ------------------------ | ---------- | ---------------- | ---------- | ------------ |
| Billy                                                   | 1.102                    | 26,47      | 42               | 41016      | 41130        |
| Châtres-sur-Cher                                        | 1.134                    | 35,33      | 32               | 41044      | 41320        |
| Courmemin                                               | 498                      | 24,17      | 21               | 41068      | 41230        |
| Gièvres                                                 | 2.290                    | 38,05      | 60               | 41097      | 41130        |
| La Chapelle-Montmartin                                  | 409                      | 10,72      | 38               | 41038      | 41320        |
| Langon-sur-Cher                                         | 826                      | 38,82      | 21               | 41110      | 41320        |
| Loreux                                                  | 224                      | 29,95      | 7                | 41118      | 41200        |
| Maray                                                   | 226                      | 27,80      | 8                | 41122      | 41320        |
| Mennetou-sur-Cher                                       | 846                      | 16,26      | 52               | 41135      | 41320        |
| Mur-de-Sologne                                          | 1.518                    | 50,50      | 30               | 41157      | 41230        |
| Pruniers-en-Sologne                                     | 2.281                    | 43,84      | 52               | 41185      | 41200        |
| Romorantin-Lanthenay                                    | 18.377                   | 45,31      | 406              | 41194      | 41200        |
| Saint-Julien-sur-Cher                                   | 756                      | 15,99      | 47               | 41218      | 41320        |
| Saint-Loup                                              | 365                      | 14,70      | 25               | 41222      | 41320        |
| Villefranche-sur-Cher                                   | 2.657                    | 27,23      | 98               | 41280      | 41200        |
| Villeherviers                                           | 412                      | 38,90      | 11               | 41282      | 41200        |
| Communauté de communes du Romorantinais et du Monestois | 33.921                   | 484,04     | 70               | –          | –            |